# Boundary Islet
Boundary Islet è un piccolo isolotto dello stretto di Bass in Australia diviso tra gli stati di Victoria e Tasmania di cui costituisce anche l'unico confine terrestre (circa 90 metri di confine in comune sull'isolotto). L'isolotto fa parte dell'Hogan Group.
Conosciuta in passato come North East Islet, la posizione dell'isola fu esaminata nel 1801 dal capitano britannico John Black, che commise un errore nel collocare l'isoletta più a nord di quello che è. In seguito si scoprì che il confine tra i due stati era a 39 ° 12 'S e passava attraverso l'isolotto.